# Pararrhaptica lysimachiae
Pararrhaptica lysimachiae là một loài bướm đêm thuộc họ Tortricidae. Nó là loài đặc hữu của Kauai.
Ấu trùng ăn Lysimachia glutinosa và Lysimachia hillebrandi venosa.